# 俱毗羅
俱毗罗（Kubera，印地语：कुबेर ，泰米尔语: குபேரன்），又称俱吠罗（Kuvera），印度神话中的財富之神、北方（Uttaradiśa）方位護法、護世者。其為夜叉種族，統治夜叉、羅剎、乾闼婆不過侍者多為夜叉:143。其形象常為肥胖、穿戴許多珠寶，手持錢袋及棍棒，許多稱號尊稱其為世界財富的擁有者。
在吠陀時代的文獻中，俱毗羅通常是惡靈的首領，直至往世书及印度史詩中才被尊為提婆（神）。這些經典記載其原先統治楞伽，後來由於被其異母兄弟、羅剎魔王罗波那打倒，才搬移到喜马拉雅山脉中的阿拉卡居住，其城市被形容為光彩、榮耀。
俱毗羅後為佛教及耆那教吸收。在佛教中稱為多聞天王（毗沙门天），在耆那教中稱為Sarvanubhuti。

## 文獻記載

### 往世書及史詩
《往世书》、史詩《摩诃婆罗多》和《罗摩衍那》賦予俱毗羅無可置疑的神性。俱毗羅也在此階段成為「財富之主」、「最富有的天神」、護世者（lokapala）和北方方位護法（dikapala），儘管其有時與東方有關。 《羅摩衍那》中俱毗羅擁有護世者及方位護法地位，但在《摩訶婆羅多》中有時不包括俱毗羅，在同樣位置上的是阿耆尼或蘇摩，因此俱毗羅被認為是後來才添加的:149-152。
《羅摩衍那》記載，梵天（創造神、俱毗羅的曾祖父）為獎勵俱毗羅的苦行而賜與其世界的財富（尼题）、與眾神平等、名為的維摩那，俱毗羅隨後統治楞伽:142-3；《摩訶婆羅多》中則記載梵天允許其神性、掌管財富及Nairrata邪靈、護世者地位、與湿婆的友誼、名為那吒俱伐羅之子、名為的維摩那:142-3

## 資料來源
1. ↑  . Abhinav publications. 1999. ISBN 9788170173694.
2. 1 2 3 4 5 6 7  Hopkins, Edward Washburn. . Strassburg K.J. Trübner. 1915. ISBN 0-8426-0560-6.
3. 1 2 3  Pattanaik, Devdutt. . Penguin UK. 2006. ISBN 9788184750218.
4. ↑  . Abhinav publications. 1999. ISBN 9788170173694.
5. ↑  Prakash, Om. . Nagendra Kumar Singh  (编).  37. Anmol Publications PVT. LTD. 2000: 41–4. ISBN 81-7488-168-9.
6. ↑  Williams, George Mason. . . ABC-CLIO. 2003: 190–1. ISBN 1-85109-650-7.
7. ↑  Mani, Vettam. . Delhi: Motilal Banarsidass. 1975: 434–7. ISBN 0-8426-0822-2.
8. ↑  Daniélou, Alain. . . Inner Traditions / Bear & Company. 1964: 135–7.